# Achaeops
Achaeops é um gênero de traça pertencente à família Arctiidae.

## Espécies
- Achaeops esperanza (Schaus, 1911)